# Octosporella
Octosporella es un género de hongos en la familia Pyronemataceae.